# Catharanthus ovalis
Dừa cạn tròn (danh pháp hai phần: Catharanthus ovalis) là một loài thực vật có hoa trong họ La bố ma. Loài này được Markgr. mô tả khoa học đầu tiên năm 1970.